# Ljoedmila Bragina
Ljoedmila Ivanovna Bragina (Russisch: Людмила Ивановна Брагина) (Sverdlovsk, 24 juli 1943) is een voormalige Russische middellangeafstandsloopster, die gespecialiseerd was in de 1500 m en de 3000 m. Gedurende haar atletiekloopbaan kwam zij uit voor de Sovjet-Unie. Ze werd olympisch kampioene, meervoudig Sovjetkampioene en verbeterde meerdere wereldrecords. Ze nam tweemaal deel aan de Olympische Spelen.

## Loopbaan
Bragina nam deel aan de Olympische Spelen van 1972 in München, waar ze goud won op de 1500 m in de wereldrecordtijd van 4.01,4. In dezelfde wedstrijd eindigde de Nederlandse Ilja Keizer-Laman in 4.05,1 als zesde. Bragina had reeds in juli bij een wedstrijd in Moskou het wereldrecord op 4.06,9 gebracht. In München verbeterde zij haar eigen topprestatie driemaal: in de series liep ze 4.06,5, in de halve finale 4.05,1 en in de finale dus 4.01,4.
Bragina liep ook driemaal een wereldrecord op de 3000 m, zij het met grotere tussenpozen dan op de 1500 m. In 1972 bracht ze het 3000 meterrecord terug tot 8.53,0, waarna ze er in 1974 met 8.52,74 enkele seconden vanaf haalde. Maar in 1976 onttroonde zij de Noorse Grete Anderson, die het wereldrecord intussen had overgenomen en verbeterd tot 8.45,4, tijdens de landenwedstrijd Verenigde Staten – Rusland in Washington met een ongelooflijk snelle tijd van 8.27,12.
Ljoedmila Bragina werd in 1972 vanwege haar olympische overwinning onderscheiden met de Orde van de Rode Banier. Ze trainde bij Dynamo in Krasnodar.

## Titels
- Olympisch kampioene 1500 m - 1972
- Sovjet-kampioene 1500 m - 1968, 1969, 1970, 1972, 1973, 1974
- Sovjet-kampioene 3000 m - 1973, 1974
- Sovjet-indoorkampioene 1500 m - 1971, 1973

## Wereldrecords
| Afstand  | Tijd     | Datum      | Plaats       |
| -------- | -------- | ---------- | ------------ |
| 1500 m   | 4.06,9   | 18.07.1972 | Moskou       |
|          | 4.06,5   | 04.09.1972 | München      |
|          | 4.05,1   | 07.09.1972 | München      |
|          | 4.01,4   | 09.09.1972 | München      |
|          | 3.56,0   | 28.06.1976 | Podolsk      |
| 3000 m   | 8.52,8   | 06.07.1974 | Durham       |
|          | 8.27,12  | 07.08.1976 | College Park |
| 10.000 m | 31.35,01 | 29.05.1983 | Krasnodar    |

## Palmares

### 800 m
- 1970:  EK indoor - 2.07,5

### 1500 m
- 1970:  Europacup - 4.17,2
- 1971:  EK indoor - 4.17,8
- 1972:  OS - 4.01,4 (WR)
- 1972:  EK indoor - 4.18,35
- 1973:  Europacup - 4.10,11
- 1976: 5e OS - 4.07,20

### 3000 m
- 1970:  Europacup - 8.49,86
- 1974:  EK - 8.56,09
- 1977:  Wereldbeker - 8.46,3

### veldlopen
- 1977:  WK (lange afstand) - 17.28

1972: Ljoedmila Bragina ·
1976: Tatjana Kazankina ·
1980: Tatjana Kazankina ·
1984: Gabriella Dorio ·
1988: Paula Ivan ·
1992: Hassiba Boulmerka ·
1996: Svetlana Masterkova ·
2000: Nouria Mérah-Benida ·
2004: Kelly Holmes ·
2008: Nancy Langat ·
2012: Maryam Jamal ·
2016: Faith Kipyegon ·
2020: Faith Kipyegon ·
2024: Faith Kipyegon